# Malkes
Malkes ist ein Stadtteil der osthessischen Stadt Fulda.

## Geographie
Der Stadtteil liegt westlich der Kernstadt am Erbach. Durch das Dorf verlief die Antsanvia, eine Altstraße, die von Mainz nach Eisenach führte.

## Geschichte
Im Jahre 1180 wurde das Dorf erstmals urkundlich genannt. Der Ortsname änderte sich von Obermalkos und Obern-Malkos zum heutigen Malkes.
Am 1. August 1972 wurde die bis dahin selbständige Gemeinde Malkes im Zuge der Gebietsreform in Hessen kraft Landesgesetz in die Stadt Fulda eingegliedert. Zuvor gab es Bestrebungen, zusammen mit dem heutigen Großenlüderer Ortsteil Lütterz in die damalige Gemeinde Bimbach eingegliedert zu werden, wozu bereits in 1971 ein Eingliederungsvertrag geschlossen wurde. Zu diesem Zusammenschluss ist es allerdings nie gekommen, da die Gemeinden Bimbach und Lütterz in die Gemeinde Großenlüder eingegliedert wurden und die Gemeinde Malkes ein Stadtteil von Fulda wurde.
Malkes wurde im Jahr 2000 Landessieger im Wettbewerb Unser Dorf hat Zukunft.

## Einwohnerentwicklung
| • 1812: | 13 Feuerstellen, 101 Seelen |

| Malkes: Einwohnerzahlen von 1812 bis 2017 | Malkes: Einwohnerzahlen von 1812 bis 2017 | Malkes: Einwohnerzahlen von 1812 bis 2017 | Malkes: Einwohnerzahlen von 1812 bis 2017 | Malkes: Einwohnerzahlen von 1812 bis 2017 |
| --- | ----------------------------------------- | ----------------------------------------- | ----------------------------------------- | ----------------------------------------- |
| Jahr |                                           |                                           |                                           | Einwohner                                 |
| 1812 | 1812                                      |                                           | 101                                       | 101                                       |
| 1834 | 1834                                      |                                           | 105                                       | 105                                       |
| 1840 | 1840                                      |                                           | 103                                       | 103                                       |
| 1846 | 1846                                      |                                           | 95                                        | 95                                        |
| 1852 | 1852                                      |                                           | 94                                        | 94                                        |
| 1858 | 1858                                      |                                           | 102                                       | 102                                       |
| 1864 | 1864                                      |                                           | 102                                       | 102                                       |
| 1871 | 1871                                      |                                           | 105                                       | 105                                       |
| 1875 | 1875                                      |                                           | 92                                        | 92                                        |
| 1885 | 1885                                      |                                           | 73                                        | 73                                        |
| 1895 | 1895                                      |                                           | 64                                        | 64                                        |
| 1905 | 1905                                      |                                           | 88                                        | 88                                        |
| 1910 | 1910                                      |                                           | 100                                       | 100                                       |
| 1925 | 1925                                      |                                           | 77                                        | 77                                        |
| 1939 | 1939                                      |                                           | 86                                        | 86                                        |
| 1946 | 1946                                      |                                           | 151                                       | 151                                       |
| 1950 | 1950                                      |                                           | 134                                       | 134                                       |
| 1956 | 1956                                      |                                           | 110                                       | 110                                       |
| 1961 | 1961                                      |                                           | 98                                        | 98                                        |
| 1967 | 1967                                      |                                           | 110                                       | 110                                       |
| 1970 | 1970                                      |                                           | 106                                       | 106                                       |
| 1988 | 1988                                      |                                           | 102                                       | 102                                       |
| 2010 | 2010                                      |                                           | 180                                       | 180                                       |
| 2013 | 2013                                      |                                           | 171                                       | 171                                       |
| 2015 | 2015                                      |                                           | 165                                       | 165                                       |
| 2016 | 2016                                      |                                           | 165                                       | 165                                       |
| 2017 | 2017                                      |                                           | 163                                       | 163                                       |
| Datenquelle: Historisches Gemeindeverzeichnis für Hessen: Die Bevölkerung der Gemeinden 1834 bis 1967. Wiesbaden: Hessisches Statistisches Landesamt, 1968. Weitere Quellen: ; 2010,2012,2015: |                                           |                                           |                                           |                                           |

## Religionszugehörigkeit
Quelle: Historisches Ortslexikon
| • 1885: | keine evangelischen, 73 katholische (= 100,00 %) Einwohner      |
| • 1961: | 2 evangelische (= 2,04 %), 96 katholische (= 97,96 %) Einwohner |

In Fulda-Malkes gibt es die Kirche St. Jakobus, die eine Filialkirche der Katholischen Pfarrgemeinde St. Laurentius Bimbach ist.

## Verkehr

### Öffentlicher Nahverkehr
Der Stadtteil Malkes ist an das Fuldaer Stadtbusnetz angeschlossen. In den Schwachverkehrszeiten am Abend und am Wochenende ist Malkes über eine Linie des Anruf-Sammel-Taxis mit dem Öffentlichen Nahverkehr an die Fuldaer Innenstadt angebunden. Der nächste Bahnhaltepunkt befindet sich in Bimbach. Der nächste Bahnhof mit Fernverkehrsanbindung ist der Bahnhof Fulda.

### Straßenverkehr
Die Kreisstraße 110 verbindet Malkes mit dem Nachbarstadtteil Fulda-Besges und dem Großenlüderer Ortsteil Bimbach.